# Fjodor Bredichin

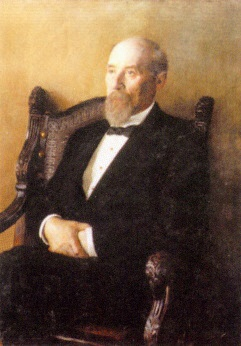
Fjodor Bredichin

Fjodor Aleksandrovitj Bredichin (ryska: Фёдор Александрович Бредихин), född 8 december (gamla stilen: 26 november) 1831 i Nikolajev, död 14 maj (gamla stilen: 1 maj) 1904 i Sankt Petersburg, var en rysk astronom.
Bredichin blev 1857 professor i astronomi vid Moskvauniversitetet, 1865 tillika direktör för observatoriet i Moskva och var 1890–1895 direktör för Pulkovo-observatoriet vid Sankt Petersburg. Han gjorde sig främst känd genom sina talrika avhandlingar från 1860 om kometer, särskilt kometsvansars uppkomst. Dessa är samlade och bearbetade av Richard Jaegermann: "Prof. Dr. Theodor Bredikhines mechanische Untersuchungen über Cometenformen" (1903). Vid sidan av detta studerade han solen och meteorer. Han var från 1890 ledamot av Ryska vetenskapsakademin och publicerade de flesta av sina avhandlingar i dess publikationer och i "Annales de l'Observatoire de Moscou".
År 1895 efterträddes han av Oskar Backlund som direktör för Pulkovo-observatoriet.

## Eftermäle
Asteroiden 786 Bredichina är uppkallad efter honom.